# Rallycross
Rallycross, in Nederland ook wel Rallyracing genoemd, is een autosport

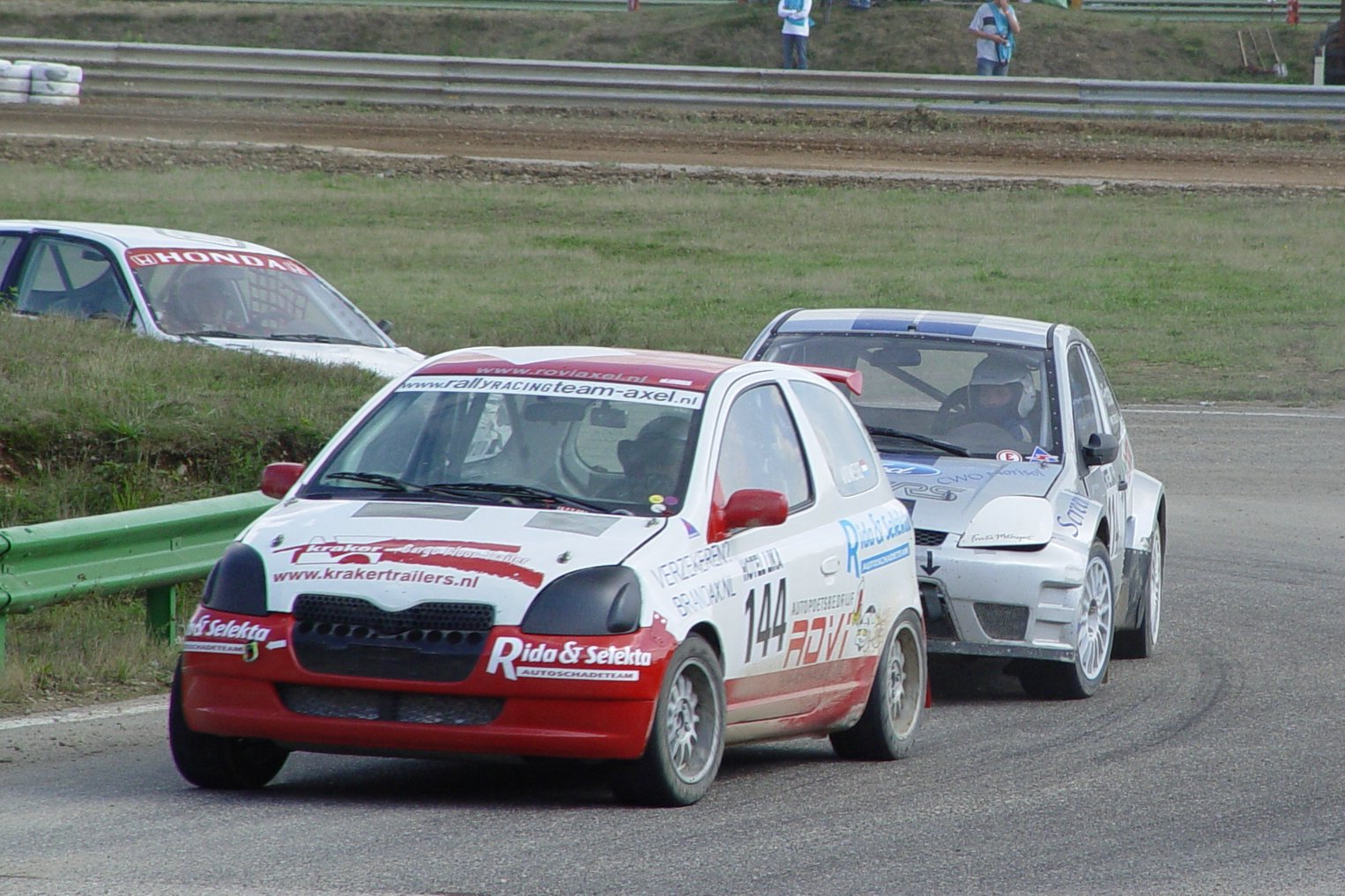
Rallycross op het Duivelsbergcircuit in Maasmechelen

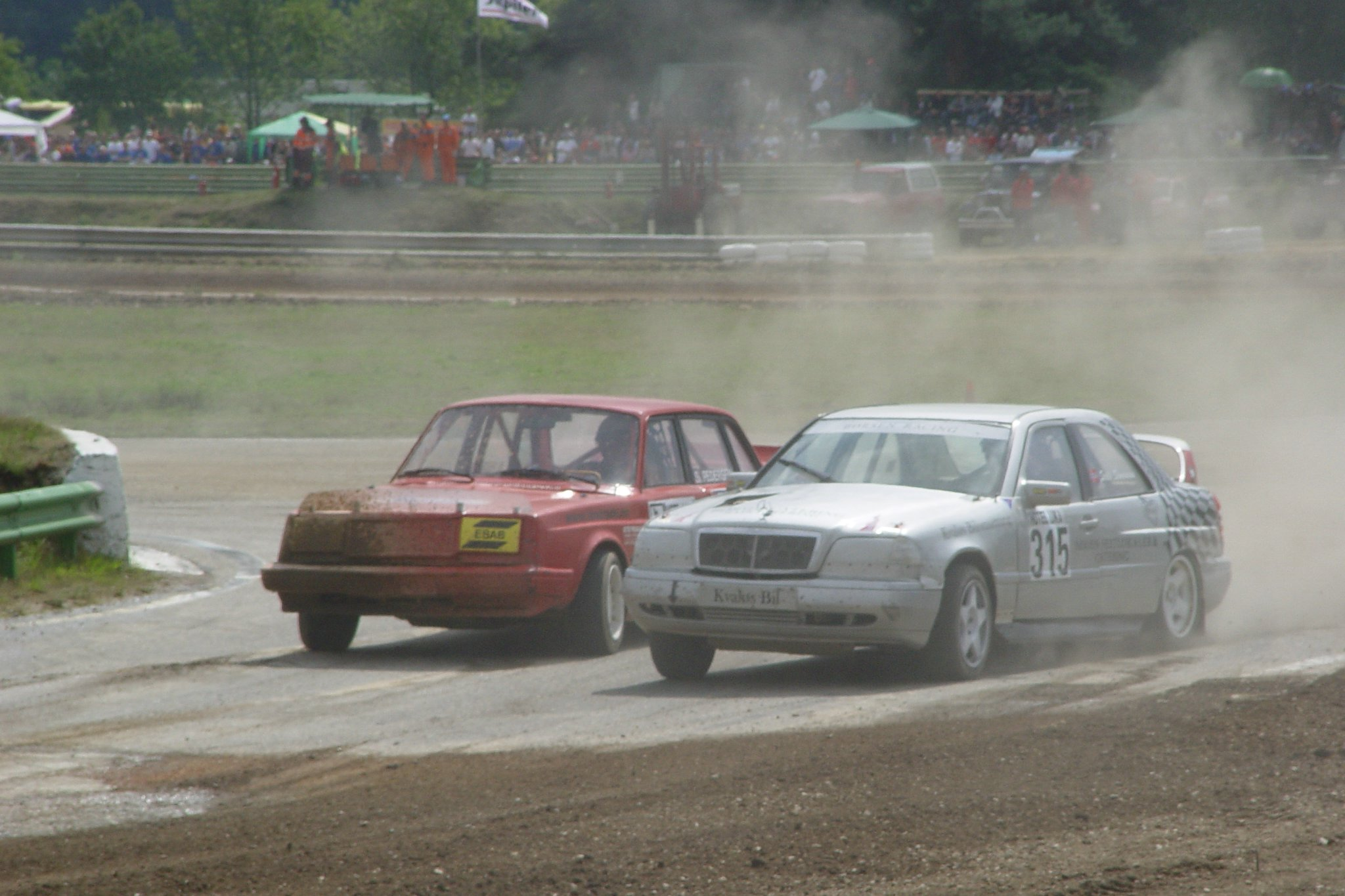
De supernationals Cup tijdens het EK 2006 op het Duivelsbergcircuit in Maasmechelen

## Circuits
Rallycross wordt op permanente circuits van circa 1 kilometer lang gereden (minimum 950, maximum 1400 meter). Die circuits zijn deels verhard, deels onverhard. In principe geldt dat minstens 35% verhard moet zijn en minstens 40% onverhard, maar uitzonderlijk worden ook autocrosscircuits gebruikt (volledig onverhard), op voorwaarde dat de startgrid wel van asfalt of beton is (bijvoorbeeld de baan "Am Matschenberg" die af en toe gebruikt wordt voor het Duits kampioenschap, en het Circuit André Toton dat enkele keren op de Franse rallycrosskalender stond).
Kenmerkend voor veel circuits is ook de aparte startstrook, dat wil zeggen dat de startplaats in het verlengde ligt van een rechte lijn of grote bocht, zodat de volgende starters zich al kunnen opstellen terwijl de vorige nog aan het racen zijn. Meestal bevindt de finish zich ook op die rechte lijn of in de bocht net voor de piloten er terug op komen. Vanaf de finish mogen de piloten niet rechtdoor terug het rennerskwartier in kunnen rijden (zodat ze dat zeker niet met volle snelheid doen). De eerste 30 meter vanaf de start moeten zeker verhard zijn en tot de eerste bocht moet de afstand minstens 100 meter bedragen. Het circuit moet overal 10 tot 25 meter breed zijn en van de start (minimumbreedte 13,5 m: 2,5 m per starter + minstens een halve meter aan elke kant tot de baanrand) tot de eerste bocht mag er zeker geen versmalling zijn. 
De voor internationale wedstrijden erkende circuits bezitten een zogenaamde Joker Lap-sectie (lap = ronde), een iets tragere variant (bijvoorbeeld een stuk onverhard buitenom een geheel of deels verharde bocht) die de piloten in elke reeks en finale één keer moeten nemen, maar ze mogen zelf kiezen in welke ronde. Deze ronde wordt dan hun Joker Lap genoemd. Tijdens de vrije training mag de Joker Lap gereden worden, tijdens de tijdtraining wordt aan de Joker Lap-sectie voorbijgereden. Een Joker Lap moet minstens twee seconden langer duren dan een normale ronde. Om de veiligheid te garanderen moet de snelheid van de piloten die het 'normale' circuit voor hun Joker Lap verlaten ongeveer even hoog kunnen zijn als die van de piloten die zich op die plek op het 'normale' circuit bevinden. De breedte is maximaal 14 m. Veel circuits bezitten ook een chicane, een iets smallere en soms vrij scherpe bocht. Vaak kan deze – zeker als ze op de eerste rechte lijn ligt (zie boven: minimumafstand en -breedte tot eerste bocht) – in de eerste ronde gewoon rechtdoor voorbijgereden worden (bijvoorbeeld op het Eurocircuit in Valkenswaard).
De hier vermelde cijfers komen uit de reglementen van de FIA, de Fédération Internationale de l'Automobile, en zijn dus niet per definitie op alle circuits van toepassing waar geen door de FIA georganiseerde kampioenschappen doorgaan. Zo bedroeg de minimumbreedte volgens de AFOR-reglementen (Frankrijk) tot voor enkele jaren slechts 6 meter (nu: breedte 12-17 m) en is het minimum onverhard volgens de KNAF-reglementen (Nederland) 35% en de minimumafstand tot de eerste onverharde strook 50 m.

## Verloop van een wedstrijd
Eerst krijgen de piloten de kans om enkele rondjes te rijden om met het circuit en zijn toestand vertrouwd te raken (meestal 2x 3 rondjes; bij wedstrijden over twee dagen, bijvoorbeeld voor het EK, begint de tweede dag ook met een "warm up" van 1x 3 rondjes vrije training).  Na deze vrije training is er de tijdtraining: de piloten rijden individueel 3 rondjes.  Van de tweede en de derde wordt de tijd gemeten en aan de hand van het beste resultaat wordt de startvolgorde voor de eerste reeks bepaald.
Daarbij starten de wagens per 3, 4 of 5 (van onderaan geteld per 5 tot er 10 of minder overblijven, dan die per 3, 4 of 5 de even bij elkaar en de oneven bij elkaar) tegelijk en naast elkaar, met als "pole" de positie aan de binnenkant van de eerste bocht.  Naargelang het kampioenschap en het circuit worden er 3, 4 of 5 rondjes afgelegd.  De tijd hiervan geldt voor de startvolgorde voor de tweede reeks, die op dezelfde manier verloopt.  Dan volgt er nog een derde reeks.  Voor de startvolgorde daarvan gelden eerste en tweede reeks samen.
Na de reeksen volgen de finales.  De twee beste resultaten van de reeksen worden gebruikt om de startvolgorde te bepalen; twee keer de finish bereiken tijdens de reeksen is dus nodig om een finale te mogen rijden.  Er zijn 4 finales: D, C, B en A.  Een D-Finale wordt enkel georganiseerd indien er minstens 30 piloten gekwalificeerd zijn voor de Finales. De 6 met de hoogste scores gaan naar de D-Finale. De eerste en tweede gaan samen met de volgende 4 gekwalificeerde piloten, naar de C-Finale.  De winnaar daarvan krijgt de laatste startplaats bij de vijf volgende in de B, analoog voor de A.  De piloten starten niet meer naast elkaar maar verspringend: de eerste start op de pole, de tweede op positie 3, de derde achter positie 2, de vierde achter positie 4, de vijfde twee plaatsen achter de tweede en de laatste twee plaatsen achter positie 5 van de reeksen (het kan ook gebeuren dat de startrij van de reeksen als laatste startrij van de finales dienstdoet en dat plaatsen 1 tot en met 4 van de finales zich dus verder naar voor bevinden).  Uitzonderlijk wordt er voor nationale kampioenschappen (onder andere in Nederland en Ierland) ook per acht gestart in de finales, met 3 piloten naast elkaar op de eerste en de derde rij.  De afstand tussen de startstrepen van de verschillende rijen bedraagt 6 meter.  Naargelang het kampioenschap en het circuit rijden de piloten dan 4, 5, 6 of zelfs 7 ronden.  De tijd speelt geen rol meer; het is de plaats die telt.
Voor de startvolgorde worden niet de tijden bij elkaar opgeteld, maar wel de daarmee verbonden plaatsen in de bewuste reeks. Wie in een reeks de snelste tijd neerzet, krijgt voor die reeks één punt, de tweede twee, en zo voort. Wie in de twee eerste reeksen de snelste tijd neerzet heeft dus sowieso de pole in de A-finale, want niemand kan nog beter doen dan twee punten, en hoeft dus in principe de derde reeks niet meer te rijden. Wie uitvalt krijgt 80 punten, wie niet start 90 en wie gediskwalificeerd wordt 95. Deze punten kunnen niet in rekening gebracht worden voor de startvolgorde van de finales (vandaar dat twee tijden noodzakelijk zijn). Voor de uitslag van de wedstrijd telt enkel de volgorde waarin men de finishlijn overschrijdt; de resultaten van de reeksen spelen geen rol meer.
Soms (onder andere in Duitsland en Groot-Brittannië) wordt er na de eigenlijke finales nog een zogenaamde superfinale gereden.  Deze race verloopt zoals een gewone finale, maar de starters kunnen uit de verschillende divisies komen.  Degenen die aan de start mogen komen zijn immers de acht of zelfs tien (start in vier rijen: 3-2-3-2) piloten die tijdens de reeksen de snelste rondetijden hebben gedraaid.

## Vlaggen
Tijdens een rallycrosswedstrijd worden signalen gegeven door middel van vlaggen.  De afstand tussen twee vlaggenposten is in principe maximaal 200 meter (maximaal, want de posten moeten zo liggen dat de officials van één post die van de vorige en die van de volgende kunnen zien).
De startprocedure wordt in principe in gang gezet met de rood-wit geblokte (uitzonderlijk de nationale of de groene), afvlaggen gebeurt met de zwart-wit geblokte, eventueel in combinatie met rood of gezwaaid geel waar de piloten het circuit verlaten en terug de paddock induiken. De start wordt gegeven door middel van startlichten.  Als deze om één of andere reden niet gebruikt zouden kunnen worden, wordt de start ook met een vlag gegeven, met name de nationale vlag van het land waar het circuit gelegen is.  Deze vlag kan ook gebruikt worden om de individuele rijders te laten starten bij de vrije training en de tijdtraining, maar in dit geval kan ook gewoon de groene vlag gebruikt worden.
Voor de start moet het circuit vrijgegeven worden. Dat gebeurt door aan elke vlaggenpost groen te vlaggen en eventueel aan de eerste eerst rood en dan rood-wit te zwaaien.
De gele vlag betekent dat er een voertuig of voertuigonderdeel zich in de gevarenzone bevindt. Enkel en stil betekent voertuig in zandbak, enkel gezwaaid betekent onderdeel op baan, dubbel gezwaaid betekent voertuig op de baan. Deze vlag wordt gegeven aan de laatste post voor het obstakel bij de eerste passage. Bij de tweede steeds enkel en stilgehouden, daarna gaat de vlag weg, tenzij de situatie intussen veranderd is. Indien een voertuig zich tussen de finish en de eerste vlaggenpost bevindt, mag er tijdens de laatste ronde niet voor gevlagd worden omdat het zich dan buiten wedstrijd bevindt. Onder gele vlag moeten de piloten hun snelheid matigen en zich klaarhouden om eventueel uit te wijken. Inhalen is dan ook verboden.
Met de rode vlag legt men de wedstrijd stil, bijvoorbeeld omdat een gecrasht voertuig te gevaarlijk staat of omdat een valse start werd genomen.
De zwarte vlag met nummerbord betekent dat de piloot met het getoonde startnummer voor die reeks gediskwalificeerd wordt. De diagonaal verdeelde zwart-witte vlag is een waarschuwing voor onsportief gedrag en wordt ook getoond aan wie een valse start maakt. Tweemaal deze vlag in dezelfde reeks betekent zwart. Zwart met een oranje bol wordt getoond aan piloten wiens voertuig, bijvoorbeeld na een aanrijding, een zwaar defect vertoont dat voor de piloot of voor anderen een gevaar betekent of zou kunnen betekenen. Deze piloot moet dan zo snel mogelijk de paddock inrijden.
De blauwe vlag wordt getoond aan een piloot als hem een snellere wagen volgt. Stilgehouden betekent dit gewoon voorbij laten, gezwaaid: voorbij laten of u wordt gestraft. De witte vlag wordt getoond aan de snellere piloot die achter deze tragere wagen rijdt.
Tot slot is er nog de geel-rood verticaal gestreepte vlag. Deze wordt door de starter getoond voor de wagens vertrekken en betekent dat er olie op de baan ligt. De starter wijst ook aan waar op de baan dit het geval is.  Ook als delen van de baan tussen twee reeksen met water besproeid zijn (bijvoorbeeld de onverharde delen om minder stof te hebben), wordt deze vlag bij de start getoond aan de eersten die na het besproeien starten. Soms wordt ze ook getoond aan de laatste post voor de bewuste plek, en zeker als de olie er pas tijdens de race terecht is gekomen (bijvoorbeeld van een gecrasht voertuig dat nog op eigen kracht naar een veiligere stopplaats/de paddock is gereden).
Er zijn ook nog enkele niet-officiële vlaggen.  Dit zijn dan vlaggen die in andere autosportdisciplines wel gebruikt worden en uitzonderlijk ook bij rallycross te zien zijn.  Een voorbeeld is de gele vlag met een zwart kruis, die gebruikt wordt om het ingaan van de laatste ronde aan te geven (heel zelden wordt hiervoor ook de witte vlag gebruikt).  Op de meeste circuits wordt echter aan de finish het aantal nog te rijden ronden aangegeven (verplicht voor FIA-wedstrijden), waardoor deze vlag eigenlijk overbodig is, en zelfs waar er geen teller staat wordt deze vlag nog niet erg frequent gebruikt.
Indien een piloot een vlag negeert, beslist de wedstrijdleiding over zijn straf.  Dit kan een geldboete zijn, maar meestal resulteert het negeren van een andere vlag dan de zwarte in een zwarte vlag en het negeren van de zwarte vlag in een uitsluiting van de race.

## Punten
Voor de klassementen worden de punten toegekend aan de hand van de einduitslag. De puntenverdeling verloopt als volgt: de winnaar krijgt 20 punten, de tweede 17, de derde 15 en zo verder 13-12-11-10-9-8-7-6-5-4-3-2-1.  Voor sommige nationale kampioenschappen (onder andere het Zweedse) worden daar ook nog eens extra punten van de tijdtraining bijgeteld: 3 voor de beste; 2 voor de tweede en 1 voor de derde. Bij de meeste kampioenschappen mogen de slechtste resultaten (aantal afhankelijk van het aantal wedstrijden, meestal één of twee) geschrapt worden. Om een wedstrijd voor een kampioenschap te kunnen laten meetellen, moeten er minstens 8 deelnemers zijn.
Soms wordt dit aangepast voor nationale kampioenschappen. Zo is bijvoorbeeld voor het Belgisch kampioenschap het minimumaantal starters niet 8 maar 6 en voor het Oostenrijks kampioenschap is het zelfs maar 4. Ook verloopt de puntentelling voor het Oostenrijks kampioenschap als volgt: 20-15-12-10-8-6-4-3-2-1.

## Geschiedenis
Op 4 februari 1967 werd op het Lydden Circuit van Wootton, vaak ook Lydden Hill genoemd, tussen Dover en Canterbury in Engeland voor een televisieprogramma van de omroep ITV de eerste rallycrosswedstrijd ooit gereden – onder uitgenodigde rallypiloten.  Al snel bleef dit circuit in gebruik voor rallycross en werden er ook bij andere verharde circuits (zoals Croft Circuit en Cadwell Park) onverharde stukken aangelegd voor rallycross.  De eerste rallycrosswedstrijd op het vasteland vond op 7 juni 1969 plaats op militair terrein in de hei nabij Venlo.  Op 17 april 1971 werd het eerste circuit speciaal voor rallycross gemaakt in gebruik genomen: het Eurocircuit in Valkenswaard.
Het eerste, nog officieuze EK werd gereden in 1973.  De wedstrijden vonden plaats in Oostenrijk, Duitsland, België, Nederland, Engeland (twee wedstrijden) en Zweden (race oorspronkelijk in Frankrijk gepland).  Het jaar daarop kwam Finland erbij. Ook in 1974 richtten de organiserende autoclubs de ERA (European Rallycross Association) op.  Sinds 1976 is het EK van de ERA door de FIA (Fédération Internationale de l'Automobile) erkend en organiseert deze een eigen EK.  Nu nog is het zo dat de FIA het eigenlijke EK organiseert en dat een deel van die wedstrijden tevens de ERA-Cup vormen.
Er zijn twee landen die het EK al elke keer te gast gehad hebben: België en Zweden.  Ook zijn er drie circuits van de allereerste EK-kalender waar nu nog steeds EK-manches doorgaan: het Duivelsbergcircuit (B), het Eurocircuit (NL) en de Estering (D).  De eer van het grootste aantal EK-manches gaat trouwens ook naar de Estering, die er met uitzondering van 1983 en 2007 al elk jaar bij was, in 1976 zelfs twee keer (en dus niet naar een circuit in België of Zweden, aangezien er in deze landen een tijd lang een beurtrol geweest is tussen de circuits die het EK ontvingen). (gegevens tot en met EK 2008)

## Rallycross in de Benelux

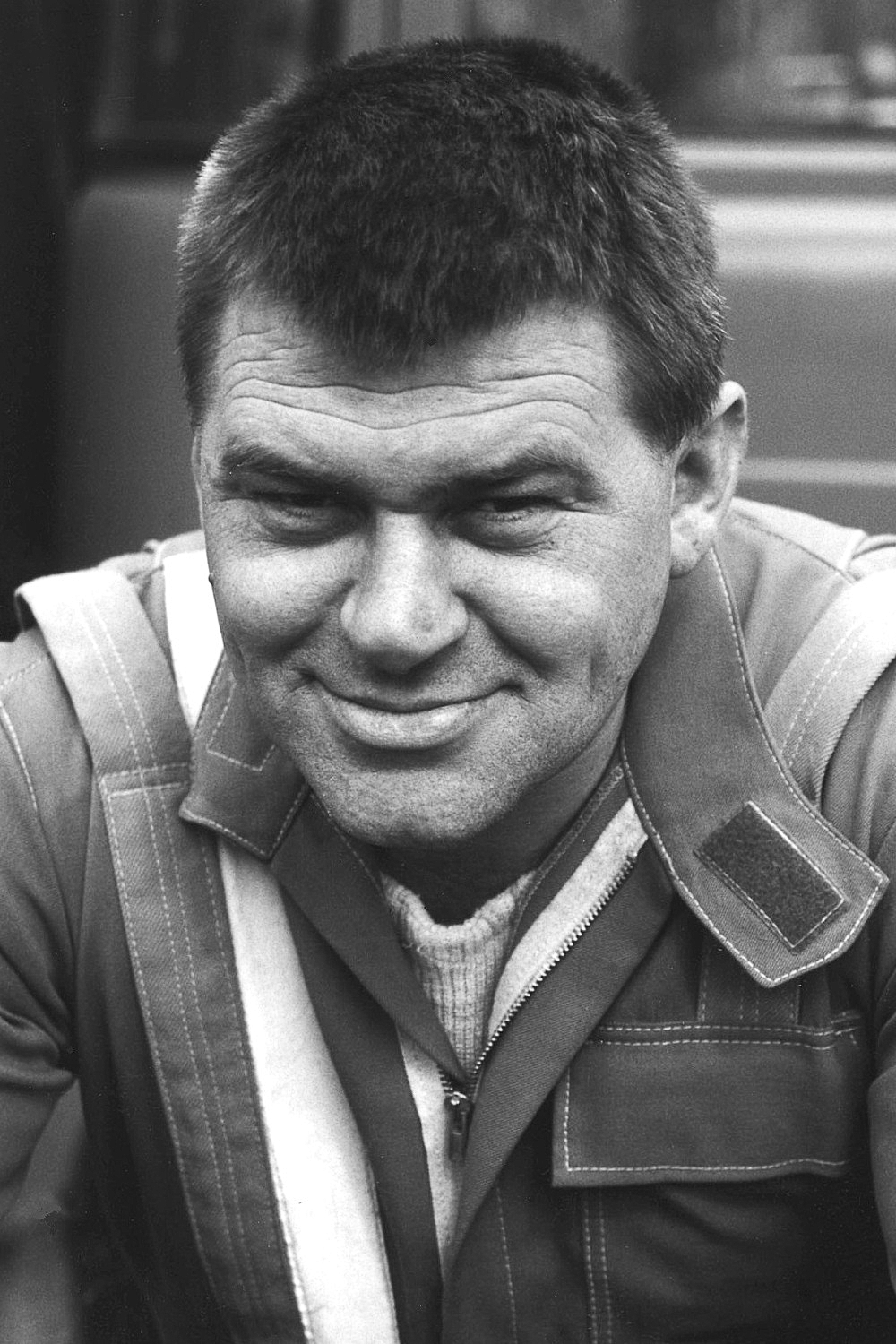
Jan de Rooy

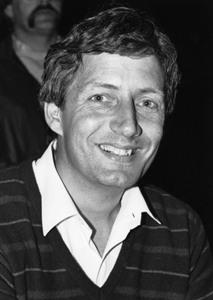
Piet Dam

In Nederland is er één rallycrosscircuit, met name het Eurocircuit in Valkenswaard. Dat is overigens het eerste circuit ter wereld dat specifiek voor rallycross werd aangelegd (ter vervanging van een niet-permanent circuit nabij Venlo). Met het circuit kunnen verschillende namen verbonden worden, maar eentje die zeker vermeld moet worden is de Noor Martin Schanche, die er maar liefst 12 keer de EK-wedstrijd won en naar wie sinds enkele jaren het pleintje tussen het secretariaat en de cafetaria genoemd is (Martin Schanche Plein). Vroeger waren er ook circuits in Axel, Goes en Rilland-Bath, maar deze circuits zijn intussen gesloten of omgebouwd voor andere disciplines. Wat Nederlandse piloten betreft zijn naast Jan de Rooy en Piet Dam vooral Cees Teurlings (1975), Ko Kasse (1995), Marc-Jan Vlassak (2002) en Ron Snoeck (2004 en 2005) te noemen die diverse Europese titels haalden.
In België waren er ooit drie circuits: het Mandescircuit in Ingelmunster (gesloten), het Glossocircuit in Arendonk en het Duivelsbergcircuit in Opgrimbie bij Maasmechelen (al sinds juni 1970 in gebruik, maar toen nog volledig onverhard; pas in 1972 kwamen de verharde stukken er). Tegenwoordig mag enkel het laatste nog voor internationale wedstrijden gebruikt worden; voor regionale wedstrijden komt ook Arendonk nog in aanmerking. Er zijn wel plannen voor de aanleg van een nieuw circuit in Lommel (met de steun van piloot Ludo Helven) en aan het circuit van Francorchamps (deze plannen zijn opnieuw in de koelkast beland). Ook in het Waalse Mettet is er groot interesse voor een nieuw rallycrosscircuit. Op 11 november 2007 vond er een wedstrijd plaats op het Circuit Jules Tacheny, dat deels van de openbare weg gebruikmaakt, en daar zal er in de komende jaaren misschien een permanent rallycrosscircuit (met onverharde passages) aangelegd worden. Er zijn drie Belgen die een Europese titel in de wacht sleepten, Tony Kuypers in de 1400 cup (een divisie die niet meer bestaat voor het EK; in 1993), Ronny Scheveneels in divisie 2 (2001) en Michaël De Keersmaecker in divisie 1A (2007) en de RX Cup (2008). Ook de eerste eindzege in deze RX Cup (2007) ging naar een Belg met name Jos Sterkens. De rallycrosspiloot bij uitstek in België was echter de tienvoudige rallycross kampioen, de onderwijzer François Monten uit Mol.
Het Groothertogdom Luxemburg moet het zonder circuit stellen; er zijn dan ook geen rallycrosspiloten uit Luxemburg bekend.

## Rallycross in de rest van Europa
Rallycross is zeer populair in Scandinavië.  Dat verklaart dan ook dat de twee grootmeesters van de Europese rallycross ("His Kennyness" Kenneth Hansen, recordhouder qua aantal Europese titels - hij behaalde zijn veertiende in 2008 -, en "Mister Rallycross" Martin Schanche, met 6 Europese titels tweede) uit Zweden respectievelijk Noorwegen komen.  En ook vele andere Scandinavische rallycrossers doen het goed (b.v. Matti Alamäki uit Finland, die vijf EK-titels behaalde en zijn landgenoot Jussi Pinomäki met twee EK-titels).  De eerste wedstrijd in Scandinavië vond in Zweden plaats, op 17 oktober 1971 op het motocrosscircuit van Hedemora.  Winnaar was de nog steeds rijdende Zweed Per Eklund.
Ook in Frankrijk is rallycross enorm populair.  Toch zijn er eerder weinig Fransen die het EK rijden, onder andere omwille van de andere divisie-indeling, maar zij die het doen (bijvoorbeeld Jean-Luc Pailler in divisie 1) komen gewoonlijk toch goed mee.  Op 5 september 1976 vond de eerste wedstrijd plaats op het toen nog volledig onverharde oude circuit van Lohéac bij Rennes.  In Lohéac is er trouwens nog altijd een circuit, al is het huidige (sinds 2004 met jokerlap met jump, die echter door de FIA werd afgekeurd als onveilig en daarom in 2006 werd aangepast) pas in 1986 in gebruik genomen.
In Duitsland heeft rallycross een dipje meegemaakt maar het begint terug beter te gaan. In 2005 waren er nog slechts twee circuits in gebruik (de Estering in Buxtehude, waar in 1972 ook de allereerste Duitse rallycrosswedstrijd plaatsvond,  en de Gründautalring in Gründau, naast het autocrosscircuit "Am Matschenberg").  Op de Nürburgring wordt geen rallycross meer gereden en ook de Auering en het circuit van Stadtallendorf zijn niet meer in gebruik.  De Flämingring, die enkele keren op de kalender stond, is zelfs nooit voor een rallycrosswedstrijd gebruikt. En ook de Gründautalring, die hoe langer hoe meer verharde stukken heeft gekregen en nu zelfs volledig verhard is, is dus geen echt rallycrosscircuit meer. In maart 2007 is echter een nieuwe omloop in gebruik genomen op het terrein van de Motorsport Arena Oschersleben (dus niet aan het autocrosscircuit "An den sieben Bergen", eveneens in Oschersleben).  Daarnaast wil men op de militaire luchthaven Borstel van Stendal ook een nieuw circuit openen (de eigenlijke opening was gepland voor de zomer van 2006, maar waarschijnlijk zal het ten vroegste in het seizoen 2008 in gebruik genomen worden) en het autocrosscircuit van Schlüchtern zou in de toekomst ook enkele verharde stukken kunnen krijgen.  Doel is Duitsland terug op de rallycrosswereldkaart te plaatsen (het aantal piloten is er nu vrij laag voor zo'n groot land en goede prestaties op Europees vlak zijn dan ook zeer zeldzaam).
In Oostenrijk zijn er nog drie circuits: het PS Racing Center in Greinbach (dat ook voor de EK-manches gebruikt wordt), de Wachauring in Melk (heette oorspronkelijk Leruring en is nu in de eerste plaats testcentrum van de ÖAMTC) en de op internationaal vlak niet echt populaire Nordring (heette in het begin Britaxring) in Fuglau bij Horn.  Veel Europese toppers zijn er niet (zoals vroeger b.v. drievoudig EK-winnaar Franz Wurz, de vader van F1 rijder Alexander Wurz), maar toch is de rallycross er nog populairder dan in sommige andere landen, waaronder Zwitserland.  Ook daar is er ooit rallycross geweest, maar het aantal wedstrijden is op de vingers van één hand te tellen.  De eerste vond plaats in 1984 op het eerder kleine circuit van Lignières.
In de Oost-Europese landen moet rallycross het opnemen tegen autocross, die daar veel populairder is.  In sommige landen trekt de rallycross toch ook aan, in anderen veel minder.  Toch zijn er een aantal goede circuits, zoals de EK-circuits in Słomczyn (Polen) en Česká Lípa (Tsjechië).  Net omdat rallycross het er tegen autocross moet opnemen, zijn veel van de andere circuits - vooral in de Baltische staten - er eigenlijk autocrosscircuits (volledig onverhard behalve de start) of circuits met een rallycross- en een autocrossvariant.
In Spanje (ooit waren er 3 EK-manches op het Circuito de Sils bij Gerona) en Italië (kende 4 EK-manches op de Rallypista Santo Spirito in Gropello-Cairoli bij Pavia) is er van rallycross amper nog sprake.  In Portugal daarentegen is rallycross nog wel vrij populair (circuits te Lousada, Montalegre, Sever do Vouga en Castelo Branco + aanleg van een nieuw circuit in Baltar).
Op de Britse eilanden zijn de meeste rallycrosscircuits asfaltcircuits waar stukken onverhard bij aangelegd zijn (Mondello Park in Ierland en onder andere Lydden, Croft en Knockhill in Groot-Brittannië).  Op Europees niveau zie je zeer weinig Britse en Ierse deelnemers, onder andere omwille van de andere regels voor de wagens (gewicht etc.) en omdat er sinds enkele jaren geen EK-manches meer georganiseerd worden aan de overkant van het Kanaal.  Wel vindt op het circuit van Croft jaarlijks de Superprix plaats, een wedstrijd die in de eerste plaats gehouden wordt tussen de Europese en verschillende nationale kampioenen.

## Divisies
Zoals bij de meeste autosporten is er ook bij rallycross een indeling in divisies.  Hier volgt de indeling zoals ze tegenwoordig voor het door de FIA georganiseerde Europees kampioenschap geldt.  Voor de nationale kampioenschappen kan ze aangepast worden, maar meestal is ze hier wel op gebaseerd.
Supercars: vierwielaangedreven toerismewagens met een turbomotor van max. 2058cc, startnummers 1-99.
Super 1600: toerismewagens met voorwielaandrijving, 1600cc, startnummers 101-199.
Touringcars: tweewielaangedreven productiewagens, 2000cc, startnummers 201-299.
Vanaf 2007 komt hier een 'Cup'-klasse (startnummers 301-399) bij met wagens met achterwielaandrijving en 2000cc-motoren, opgevat op basis van de technische reglementen van divisie 1.  Het is de bedoeling dat deze klasse binnen enkele jaren de "uitstervende" divisie 2 zal gaan vervangen.
Er zijn ook een aantal zogenaamde "supportraces".  Welke voertuigen daaraan deelnemen, verschilt van wedstrijd tot wedstrijd.  Zo is er bij het Nederlands kampioenschap de Formula RallyRacing: rallycross gereden met autocrossbuggy's.  Ook zijn er wedstrijden voor jonge, startende piloten die nog geen licentie (en soms zelfs nog geen rijbewijs) hebben.  In België en Nederland mogen zij hun eigen wedstrijden rijden met Ford RST-wagens, in Frankrijk konden ze dat tot en met 2006 met Citroën C2's (voordien Citroën Saxo's).  Daarnaast zijn er ook nog races met 2-pk'tjes (in Nederland 2cv'tjes genaamd) en af en toe zakken de typisch Scandinavische Supernationals ook af naar België of Duitsland voor een promotierace.